# 乔治·索尔蒂
喬治·索尔蒂爵士（英語：Sir Georg Solti，1912年10月21日—1997年9月5日），英籍匈裔犹太人指挥家。

## 生平
索尔蒂生於布達佩斯，幼年学习钢琴，还于布达佩斯在贝拉·巴托克、多赫南伊·埃尔诺和柯达伊门下学习过音乐。1930年年代，他曾在匈牙利国家歌剧院当声乐教师。1935–37年間，他到萨尔斯堡在瓦尔特和托斯卡尼尼旁边当助手。索尔蒂1938年首度作为指挥演出，但当时在匈牙利的犹太人作公开场合演出，并不是很受欢迎。
索尔蒂在瑞士度过了第二次世界大战。期间还到卢塞恩当过托斯卡尼尼的助手。1942年在日内瓦一个钢琴比赛中胜出。战后蕭提到百废待兴的德国去寻找工作。盟军指派他到慕尼黑巴伐利亚国立歌剧院接替被禁止演出的克莱门兹·克劳斯，担任指挥一职。
1952年索尔蒂调职到法兰克福歌剧院，有越来越多的机会與大乐团和大歌剧院合作。 1961年起他开始了与皇家柯芬園歌劇院长达10年的合作。1972年他成为英国公民，并受封为爵士。
索尔蒂最伟大的成就是于1958年开始动工的浩大工程——与维也纳爱乐乐团合作演奏的瓦格纳的《尼伯龙根的指环》，时至今日，这套录音被奉为录音史上的里程碑。1969年起，索尔蒂事业的第二阶段，就是与芝加哥交响乐团22年的合作，直至1991年。同时，1971－1975年他还是巴黎管弦乐团的音乐指导，1979年–1983年間，为伦敦爱乐乐团的艺术指导。
索尔蒂于1997年在法国南部的昂蒂布度假时，在睡夢中突然過世。

## 作品

### 商業錄音
从1947年起索尔蒂便与DECCA唱片公司合作，两者的关系维持到索尔蒂逝世，长达50年。
索尔蒂是20世纪后半叶重要的歌剧指挥家。他所录制的瓦格纳、理查·斯特劳斯、威尔第的歌剧至今被认为是珍品。他的交响乐录音也很受欢迎。那里有着托斯卡尼尼式的直率、准确、迅猛、客观、流光溢彩且极具张力。其漫长的录音生涯造就了一批示范级录音，包括马勒的交响曲全集和俄罗斯作曲家柴可夫斯基的《1812序曲》。

## 荣誉

### 外国勋章奖章
- 圣雅各之剑大十字勋章（葡萄牙語：Ordem Militar de Sant'Iago da Espada）（葡萄牙，1994年2月24日公布[1]）

## 外部連結
- 官方网站
- 索尔蒂基金会官方网站 （页面存档备份，存于）
- 乔治·索尔蒂在Allmusic上的頁面
- 乔治·索尔蒂在互联网电影资料库（IMDb）上的資料（英文）
- "Music, First and Last": Scores from the Sir Georg Solti Archive, virtual exhibit, Eda Kuhn Loeb Music Library, Harvard Library
- 乔治·索尔蒂的Discogs页面（英文）